# لتیسیا سانتوس
لتیسیا سانتوس (انگلیسی: Letícia Santos؛ زادهٔ ۲ دسامبر ۱۹۹۴) بازیکن فوتبال اهل برزیل است.
از باشگاه‌هایی که در آن بازی کرده‌است می‌توان به باشگاه فوتبال پالمیراس اشاره کرد.
وی همچنین در تیم ملی فوتبال زنان برزیل بازی کرده‌است.